# قناة موسكو
قناة موسكو (بالروسية: Канал имени Москвы)‏ هي قناة روسية تربط نهر موسكفا بالممر المائي الرئيسي لروسيا الأوروبية، نهر الفولغا. 128 كم، يقع في محافظة موسكو. تنطلق القناة من موسكفا في توشينو، شمال غرب موسكو، وتصل إلى نهر الفولغا بالقرب من دوبنا، أعلى منبع خزان إيفانكوفو. تم تحديد مسارها بثمانية أقفال. إنه جزء من نظام البحار الخمسة، رسميًا الشبكة الموحدة للممرات المائية العميقة في روسيا الأوروبية.
تم حفر القناة من قبل سجناء، وهي عبارة عن هيكل من جولاج تم إنشاؤه خصيصًا لهذا الغرض في 14 سبتمبر 1932. أي بعد أربع سنوات وثمانية أشهر من الأشغال، فتحت القناة أمام حركة المرور في 15 جويلية 1937. كانت تسمى قناة موسكو - فولغا ( Канал Москва – Волга ) حتى عام 1947.
بفضل القناة، ترتبط موسكو عن طريق الممرات المائية بخمسة بحار : البحر الأبيض وبحر البلطيق وبحر قزوين وبحر آزوف والبحر الأسود. وهذا هو سبب تسمية المدينة أحيانًا بـ «ميناء البحار الخمس». توفر القناة أيضًا ما يقرب من نصف استهلاك المياه في موسكو، وتستخدم ضفاف خزاناتها العديدة كمناطق ترفيهية.